# Косюра Варвара Йосипівна
Варвара Йосипівна Косюра (13 грудня 1920 — ?) — українська радянська діячка, зоотехнік Ново-Василівського районного відділу тваринництва Запорізької області. Депутат Верховної Ради УРСР 2-го скликання.

## Біографія
Народилася у бідній селянській родині. Член ВЛКСМ.
На 1947 рік — зоотехнік Ново-Василівського районного відділу тваринництва Запорізької області.
Потім — на пенсії у місті Запоріжжі.

## Нагороди
- медалі